# Homberg (Kellerwald)

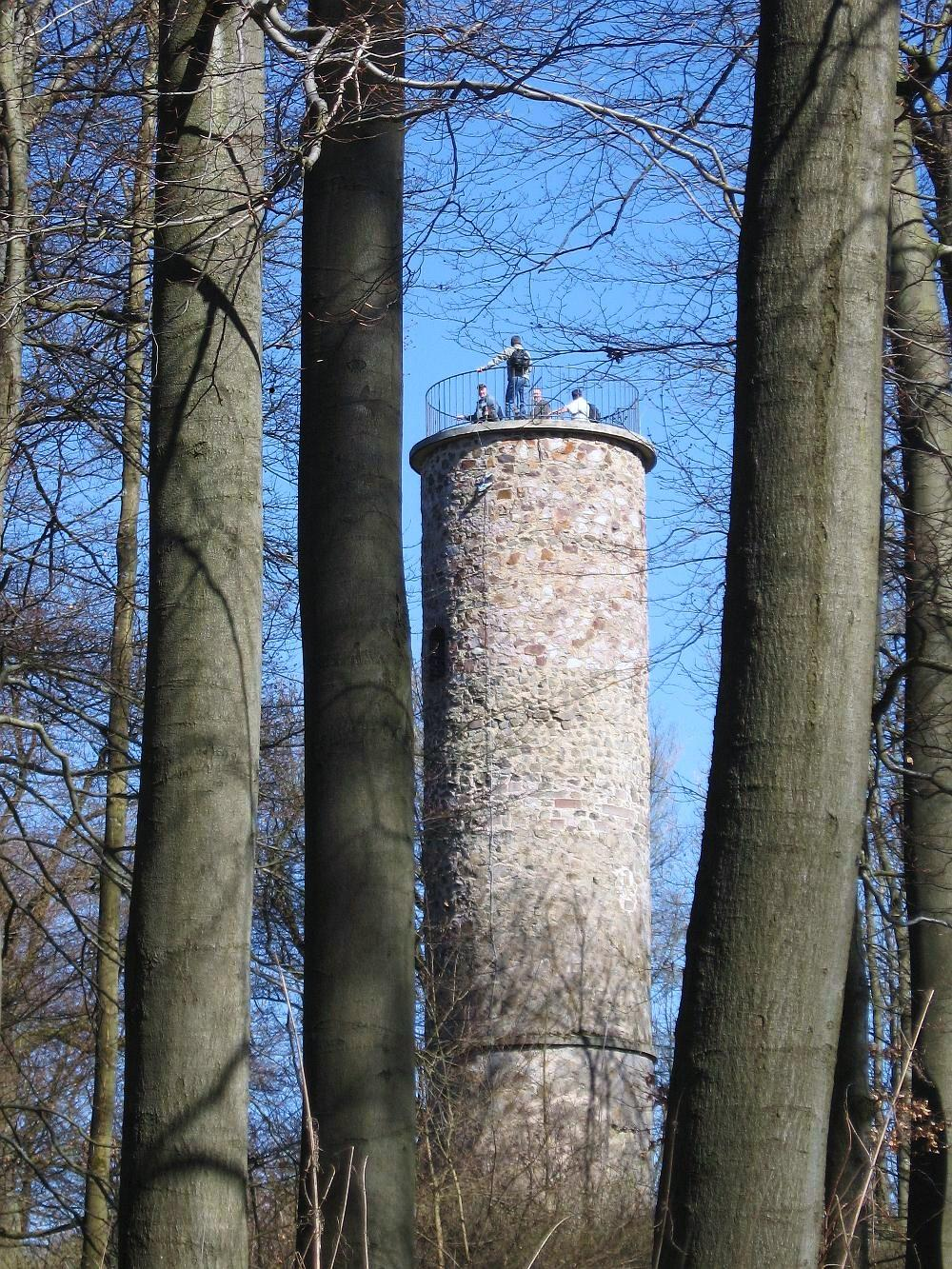
Aussichtsturm im Buchenwald

Der Homberg bei Bad Wildungen im Landkreis Waldeck-Frankenberg, Nordhessen (Deutschland), ist ein etwa 518,5 m ü. NHN hoher Berg des Mittelgebirges Kellerwald und gilt als Wildunger Hausberg.

## Geographie

### Lage
Der Homberg liegt im Osten des Mittelgebirges Kellerwald im Wildunger Bergland. Er erhebt sich im Naturpark Kellerwald-Edersee westlich der Kernstadt von Bad Wildungen und nordöstlich von dessen Ortsteil Reinhardshausen. Im Westen und Norden wird er von der Wilde umflossen. Die Landschaft leitet nach Ostsüdosten zum Katzenstein und nach Süden zur Bismarckhöhe (511,4 m) mit deren Ostsüdostausläufer Emmahöhe über. Auf dem Berg breitet sich der Forst Bad Wildungen mit Buchenwald inklusive der Frühstücksbuche aus, die auf seiner Ostflanke etwas nördlich eines 455 m hoch gelegenen Wegabzweigs steht.

### Naturräumliche Zuordnung
Der Homberg gehört in der naturräumlichen Haupteinheitengruppe Westhessisches Berg- und Senkenland (Nr. 34) und in der Haupteinheit Kellerwald (344) zur Untereinheit Wildunger Bergland (344.2).

## Berghöhe
In der Gipfelregion des Hombergs ist auf topographischen Karten ein trigonometrischer Punkt auf 518,5 m Höhe mit der direkt oberhalb davon befindlichen, obersten Höhenlinie verzeichnet. Daher verweist diese Höhenangabe nicht  auf den Berggipfel.

## Aussichtsturm
Der auf dem Homberg stehende 17 m hohe Aussichtsturm wurde 1882 aus Bruchsteinen errichtet. Von seiner Plattform kann man aus 16 m Höhe die Aussicht über Teile des Kellerwalds genießen und unter anderem in Richtung Nordosten zum Habichtswälder Bergland (inklusive Herkules), nach Südosten zum Knüllgebirge und nach Südsüdosten zur Landschaft Schwalm blicken.

## Verkehr und Wandern
Nördlich, westlich und südwestlich am Homberg vorbei führt die Kreisstraße 40 (Bad Wildungen–Reitzenhagen–Bad Reinhardshausen) und südöstlich verläuft die K 43, die Kernstadt von Bad Wildungen verlassend, in Richtung Hundsdorf südwestwärts zur Bundesstraße 253. Der Berggipfel ist nur auf Wald- und Wanderwegen zu erreichen, zum Beispiel auf einem dorthin führenden Rundweg, der am Kurpark in Bad Wildungen beginnt.